# Chloropentafluorure de soufre
Le chloropentafluorure de soufre est un composé chimique de formule SF5Cl. Il se présente à température ambiante sous la forme d'un gaz incolore oxydant et toxique, comme le sont les composés inorganiques contenant le groupe pentafluorosulfanyle SF5. Cette réactivité contraste avec l'inertie chimique de l'hexafluorure de soufre SF6, et souligne la labilité de la liaison S–Cl. La molécule adopte une géométrie octaédrique avec une symétrie C4v. C'est le seul réactif disponible dans le commerce permettant d'ajouter des groupes SF5 en synthèse organique. Il permet par exemple d'introduire un groupe SF5 sur une liaison double à l'aide d'un radical intermédiaire, comme l'illustre la réaction suivante avec le propène CH3CHCH2, catalysée par le triéthylborane (CH3CH2)3B à environ −30 °C :
CH3–CH=CH2 + SF5Cl → CH3–CHCl–CH2–SF5.
Le bromopentafluorure de soufre SF5Br peut être utilisé de la même manière dans cette réaction.
Plusieurs voies de synthèse permettent obtenir du chloropentafluorure de soufre, par exemple à partir de tétrafluorure de soufre SF4 et de décafluorure de disoufre S2F10 :  
SF4 + Cl2 + CsF → SF5Cl + CsCl ;
ClF + SF4 → SF5Cl ;
S2F10 + Cl2 → 2 SF5Cl.